# Ніколь Меліхар
Ніколь Меліхар (англ. Nicole Melichar, чеськ. Nicole Melicharová) — американська  тенісистка чеського походження, спеціалістка з парної гри, чемпіонка Вімблдону в міксті. 
Ніколь народилася в Чехії, але переїхала з батьками в США одразу ж після народження. Вона стверджує, що почала грати в теніс з першого року життя. 
Вмблдонський турнір 2018 року став дуже успішним для Меліхар — вона грала в фіналі як парного жіночого розряду, так і міксту. Парний жіночий фінал вона програла, але в міксті тріумфувала. 

### Парний розряд: 2 фінали
| Результат | Рік  | Турнір                           | Поверхня | Партнерка   | Супротивниці                         | Рахунок       |
| --------- | ---- | -------------------------------- | -------- | ----------- | ------------------------------------ | ------------- |
| Поразка   | 2018 | Вімблдон                         | Трава    | Квета Пешке | Барбора Крейчикова Катеріна Сінякова | 4–6, 6–4, 0–6 |
| Поразка   | 2020 | Відкритий чемпіонат США з тенісу | Тверде   | Сюй Їфань   | Лаура Зігемунд Віра Звонарьова       | 4–6, 4–6      |

### Мікст: 1 титул
| Результат | Рік  | Турнір   | Поверхня | Партнер        | Супротивники                    | Рахунок   |
| --------- | ---- | -------- | -------- | -------------- | ------------------------------- | --------- |
| Перемога  | 2018 | Вімблдон | Трава    | Александер Пея | Вікторія Азаренко Джеймі Маррей | 7-61, 6-3 |

## Фінали турнірів WTA

### Пари: 41 (15 титулів, 26 поразок)
| Результат | В-П   | Дата     | Турнір                                    | Категорія     | Покриття      | Партнерка         | Супротивниці                                        | Рахунок               |
| --------- | ----- | -------- | ----------------------------------------- | ------------- | ------------- | ----------------- | --------------------------------------------------- | --------------------- |
| Поразка   | 0–1   | 2015     | Tianjin Open, КНР                         | International | Тверде        | Дарія Юрак        | Сюй Їфань Чжен Сайсай                               | 2–6, 6–3, [8–10]      |
| Поразка   | 0–2   | 2017     | BMW Malaysian Open, Малайзія              | International | Тверде        | Ніномія Макото    | Ешлі Барті Кейсі Деллаква                           | 6–7(5–7), 3–6         |
| Поразка   | 0–3   | 2017     | Istanbul Cup, Туреччина                   | International | Ґрунт         | Елісе Мертенс     | Даліла Якупович Надія Кіченок                       | 6–7(6–8), 2–6         |
| Перемога  | 1–3   | Тра 2017 | Nuremberg Cup, Німеччина                  | International | Ґрунт         | Анна Сміт         | Кірстен Фліпкенс Юганна Ларссон                     | 3–6, 6–3, [11–9]      |
| Поразка   | 1–4   | 2017     | Кубок Кремля, Росія                       | Premier       | Тверде (i)    | Анна Сміт         | Тімеа Бабош Андреа Сестіні Главачкова               | 2–6, 6–3, [3–10]      |
| Поразка   | 1–5   | 2018     | Porsche Tennis Grand Prix, Німеччина      | Premier       | Ґрунт (i)     | Квета Пешке       | Ракел Атаво Анна-Лена Гренефельд                    | 4–6, 7–6(7–5), [5–10] |
| Перемога  | 2–5   | Тра 2018 | WTA Prague Open, Чехія                    | International | Ґрунт         | Квета Пешке       | Міхаела Бузернеску Лідія Морозова                   | 6–4, 6–2              |
| Поразка   | 2–6   | 2018     | Вімблдонський турнір, Велика Британія     | Grand Slam    | Трава         | Квета Пешке       | Барбора Крейчикова Катержина Сінякова               | 4–6, 6–4, 0–6         |
| Перемога  | 3–6   | 2018     | Tianjin Open, КНР                         | International | Тверде        | Квета Пешке       | Монік Адамчак Джессіка Мор                          | 6–4, 6–2              |
| Перемога  | 4–6   | 2019     | Brisbane International, Австралія         | Premier       | Тверде        | Квета Пешке       | Чжань Хаоцін Латіша Чжань                           | 6–1, 6–1              |
| Поразка   | 4–7   | Тра 2019 | Prague Open, Чехія                        | International | Ґрунт         | Квета Пешке       | Ганна Калінська Вікторія Грунчакова                 | 6–4, 5–7, [7–10]      |
| Поразка   | 4–8   | Тра 2019 | Nuremberg Cup, Німеччина                  | International | Ґрунт         | Шерон Фічмен      | Габріела Дабровскі Сюй Іфань                        | 6–4, 6–7(5–7), [5–10] |
| Перемога  | 5–8   | 2019     | Silicon Valley Classic, US                | Premier       | Тверде        | Квета Пешке       | Аояма Сюко Ена Сібахара                             | 6–4, 6–4              |
| Перемога  | 6–8   | 2019     | Zhengzhou Open, КНР                       | Premier       | Тверде        | Квета Пешке       | Яніна Вікмаєр Тамара Зіданшек                       | 6–1, 7–6(7–2)         |
| Перемога  | 7–8   | 2020     | Adelaide International, Австралія         | Premier       | Тверде        | Сюй Іфань         | Габріела Дабровскі Дарія Юрак                       | 2–6, 7–5, [10–5]      |
| Поразка   | 7–9   | Сер 2020 | Мастерс Цинциннаті, US                    | Premier 5     | Тверде        | Сюй Іфань         | Квета Пешке Демі Схюрс                              | 1–6, 6–4, [4–10]      |
| Поразка   | 7–10  | 2020     | Відкритий чемпіонат США з тенісу, США     | Grand Slam    | Тверде        | Сюй Іфань         | Лаура Зігемунд Віра Звонарьова                      | 4–6, 4–6              |
| Перемога  | 8–10  | 2020     | Internationaux de Strasbourg, Франція     | International | Ґрунт         | Демі Схюрс        | Гейлі Картер Луїза Стефані                          | 6–4, 6–3              |
| Перемога  | 9–10  | 2021     | Qatar Ladies Open, Катар                  | WTA 500       | Тверде        | Демі Схюрс        | Моніка Нікулеску Олена Остапенко                    | 6–2, 2–6, [10–8]      |
| Перемога  | 10–10 | 2021     | Charleston Open, US                       | WTA 500       | Ґрунт (green) | Демі Схюрс        | Маріє Боузкова Луціє Градецька                      | 6–2, 6–4              |
| Поразка   | 10–11 | 2021     | German Open, Німеччина                    | WTA 500       | Трава         | Демі Схюрс        | Вікторія Азаренко Аріна Соболенко                   | 6–4, 5–7, [4–10]      |
| Поразка   | 10–12 | 2021     | Eastbourne International, Велика Британія | WTA 500       | Трава         | Демі Схюрс        | Аояма Сюко Ена Сібахара                             | 1–6, 4–6              |
| Перемога  | 11–12 | Тра 2022 | Internationaux de Strasbourg, Франція (2) | WTA 250       | Ґрунт         | Дар\'я Савілл     | Луціє Градецька Саня Мірза                          | 5–7, 7–5, [10–6]      |
| Поразка   | 11–13 | 2022     | Мастерс Канада, Канада                    | WTA 1000      | Тверде        | Еллен Перес       | Корі Гофф Джессіка Пегула                           | 4–6, 7–6(7–5), [5–10] |
| Поразка   | 11–14 | 2022     | Cincinnati Open, US                       | WTA 1000      | Тверде        | Еллен Перес       | Людмила Кіченок Олена Остапенко                     | 6–7(5–7), 3–6         |
| Перемога  | 12–14 | 2022     | Tennis in the Land, US                    | WTA 250       | Тверде        | Еллен Перес       | Анна Даніліна Александра Крунич                     | 7–5, 6–3              |
| Поразка   | 12–15 | 2022     | Toray Pan Pacific Open, Японія            | WTA 500       | Тверде        | Еллен Перес       | Габріела Дабровскі Джуліана Ольмос                  | 4–6, 4–6              |
| Поразка   | 12–16 | 2022     | Tallinn Open, Естонія                     | WTA 250       | Тверде (i)    | Лаура Зігемунд    | Кіченок Людмила Вікторівна Кіченок Надія Вікторівна | 5–7, 6–4, [7–10]      |
| Поразка   | 12–17 | 2023     | ATX Open, США                             | WTA 250       | Тверде        | Еллен Перес       | Ерін Рутліфф Алділа Сутдж\'яді                      | 4–6, 6–3, [8–10]      |
| Поразка   | 12–18 | 2023     | Stuttgart Grand Prix, Німеччина           | WTA 500       | Ґрунт (i)     | Джуліана Ольмос   | Дезіре Кравчик Демі Схюрс                           | 4–6, 1–6              |
| Поразка   | 12–19 | 2023     | Eastbourne International, Велика Британія | WTA 500       | Трава         | Еллен Перес       | Дезіре Кравчик Демі Схюрс                           | 2–6, 4–6              |
| Поразка   | 12–20 | 2023     | Cincinnati Open, US                       | WTA 1000      | Тверде        | Еллен Перес       | Алісія Паркс Тейлор Таунсенд                        | 7–6(7–1), 4–6, [6–10] |
| Поразка   | 12–21 | 2023     | Tennis in Cleveland, US                   | WTA 250       | Тверде        | Еллен Перес       | Като Мію Алділа Сутдж'яді                           | 4–6, 7–6(7–4), [8–10] |
| Поразка   | 12–22 | 2023     | Фінал WTA, Мексика                        | WTA Фінали    | Тверде        | Еллен Перес       | Лаура Зігемунд Звонарьова Віра Ігорівна             | 4–6, 4–6              |
| Поразка   | 12–23 | Лют 2024 | Linz Open, Австрія                        | WTA 500       | Тверде (i)    | Еллен Перес       | Сара Еррані Жасмін Паоліні                          | 5–7, 6–4, [7–10]      |
| Поразка   | 12–24 | 2024     | Dubai Tennis Championships, UAE           | WTA 1000      | Тверде        | Еллен Перес       | Сторм Гантер Катержина Сінякова                     | 4–6, 2–6              |
| Перемога  | 13–24 | Бер 2024 | San Diego Open, US                        | WTA 500       | Тверде        | Еллен Перес       | Дезіре Кравчик Джессіка Пегула                      | 6–1, 6–2              |
| Перемога  | 14–24 | Чер 2024 | Bad Homburg Open, Німеччина               | WTA 500       | Трава         | Еллен Перес       | Чжань Хаоцін Вероніка Кудерметова                   | 4–6, 6–3, [10–8]      |
| Перемога  | 15–24 | Вер 2024 | Сеул, Південна Корея                      | WTA 500       | Тверде        | Людмила Самсонова | Чжан Шуай Като Мію                                  | 6–1, 6–0              |
| Поразка   | 15–25 | Тра 2025 | Internationaux de Strasbourg              | WTA 500       | Ґрунт         | Ґо Ханю           | Тімеа Бабош Луїза Стефані                           | 6–3, 6–7(3–7), [10–7] |
| Поразка   | 15–26 | Чер 2025 | Libéma Open                               | WTA 250       | Трава         | Людмила Самсонова | Ірина Хромачова Фанні Штоллар                       | 7–5, 6–3              |

## Зовнішні посилання
- Досьє на сайті WTA [Архівовано 6 липня 2018 у Wayback Machine.]

## Виноски
1. ↑  The Турніри WTA International were reclassified as Турніри WTA 250 in 2021.
2. ↑  The Турніри WTA Premier were reclassified as Турніри WTA 500 in 2021.
3. ↑  The Турніри WTA Premier were reclassified as Турніри WTA 1000 in 2021.